# Contrafort

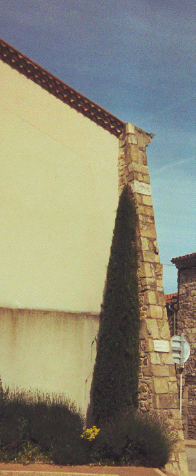
Contrafort într-un exemplu de arhitectură civilă

Un contrafort (la plural, contraforți) este în arhitectură și construcții o lucrare de zidărie, având aspectul unei porțiuni dintr-un zid, care mărește rezistența exteriorului unei clădiri, structuri sau edificiu, având efectul similar de preluare a sarcinilor și tensiunilor construcției aidoma arcelor și bolților.
Contrafortul constă dintr-o zidărie exterioară și perpendiculară pe un parament, amplasată în punctul de descărcare ale bolților, colțurilor sau arcului de triumf, pentru susținerea lor suplimentară. Este realizat prin retrageri simple sau arce butante. Contrafortul este un element de sprijin din zidărie, piatră sau cărămidă, ce formează în exterior corp comun cu peretele clădirii, având rolul de a prelua încărcările date de împingerile arcelor și arcadelor din interior.

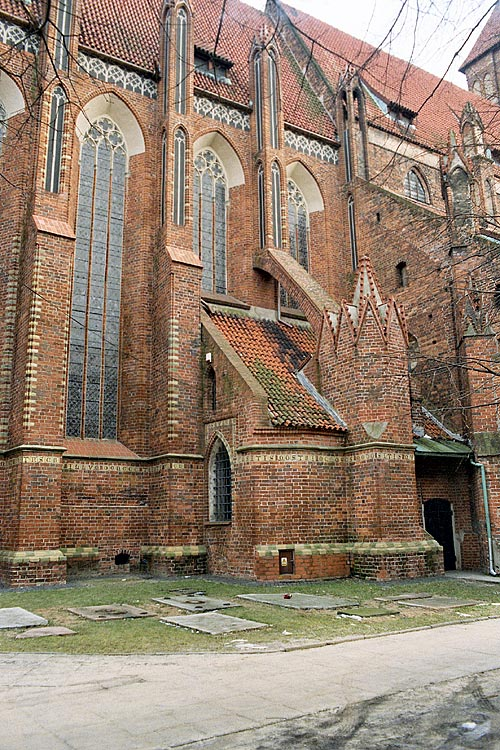
Contraforții unei biserici

Contrafortul, ca element de sprijin exterior, făcea parte, la origine, din sistemul de descărcare și de contraîmpingeri ale unei bolți. Există și contraforți decorativi, care doar ritmează fațadele sau măresc suprafețele zidurilor, în cazul picturilor exterioare ale bisericilor din nordul Moldovei.

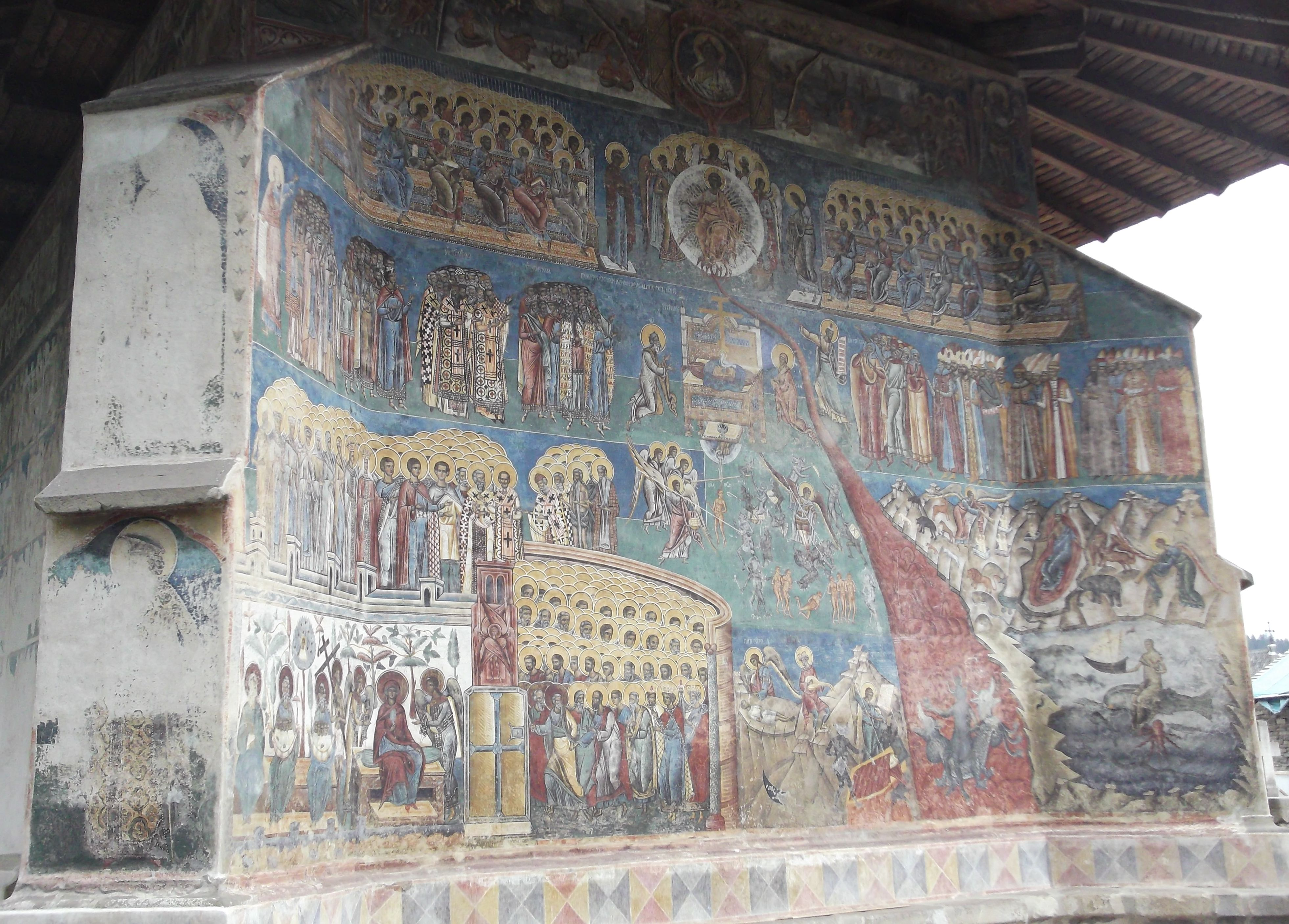
Contraforţii în arhitectura moldovenească

Lucrările având contraforți sunt tipice arhitecturii romanice, dar și arhitecturii gotice, al cărui semn distinctiv sunt ogivele. Contrafortul este întâlnit în Transilvania, este preluat în Moldova, unde este adaptat edificiilor religioase de tradiție bizantină, fiind întâlnit până în secolul XVII. Apare și în Țara Românească, la edificii catolice sau, prin influența moldovenească, la unele biserici din secolul XVI.
Barajul în spatele căruia s-a format lacul Poiana Uzului este un baraj cu contraforți, unul dintre puținele baraje de acest fel din România.